# Kinzig (Mümling)
Die Kinzig ist ein 6 km langer, linker und westlicher Zufluss der Mümling im Odenwaldkreis in Hessen.

## Name
Der Fluss tritt erstmals im Jahr 1012 (Kincicha) urkundlich in Erscheinung. Vermutlich leitet sich der Name vom urkeltischen *ku̯anti̯o- für 'Flacher Hügel, Tal' ab. Die Benennung erfolgte also nach der Berglandschaft, aus der die Kinzig austritt.

## Geographie

### Verlauf
Die Kinzig entspringt auf einer Höhe von 317 m ü. NHN in einem Feld südwestlich einer Gebäudegruppe die nordöstlich des Weilers Gumpersberg und nordnordwestlich des Dorfes Ober-Kinzig liegt. Beide Ortschaften bilden zusammen mit Mittel-Kinzig den  Ortsbezirk Ober-Kinzig der Stadt Bad König.
Sie fließt zunächst in südsüdöstlicher, dann in südlicher Richtung durch Grünland am Ostrand von Ober-Kinzig entlang. Etwa in der Mitte des Ortes wird sie auf ihrer rechten Seite vom aus der gleichnamigen Ortschaft kommenden Gumpersbergerbach verstärkt. Ab dort wird sie selbst manchmal auch Gumpersbergerbach  genannt. Bei Mittel-Kinzig fließt der Tiefenwiesengraben zu, den um die Verwirrung zu steigern manche auch Gumpersbergerbach nennen.
Sie wechselt danach mehr und mehr nach Osten und läuft durch Wiesen und Äcker, die rechts und links durch Wald begrenzt werden. Kurz bevor sie den Bad Königer Stadtteil Nieder-Kinzig erreicht wird sie südlich des Geisbergs von rechts durch den Balsbach gespeist. Ab dort heißt sie wieder nur noch Kinzig. 
Sie passiert nun das Dorf in östlicher Richtung, zieht dann zwischen dem Sommerberg im Norden und dem Kinzinger Berg im Süden durch Grünland und erreicht danach den Westrand des Bad Königer Stadtteils Etzen-Gesäß.
Sie durchfließt das Dorf, unterquert dabei noch die Gleisanlagen der Odenwaldbahn und mündet schließlich auf einer Höhe von 169 m ü. NHN direkt nördlich der Brombachtaler Straße von links und Westen in die aus dem Süden heranziehende Mümling.
Ihr Lauf 6,0 km langer Lauf endet ungefähr 148 Höhenmeter unterhalb ihrer Quelle, sie hat somit ein mittleres Sohlgefälle von 25 ‰.

### Einzugsgebiet
Das 15,32 km² große Einzugsgebiet der Kinzig liegt im Odenwald und wird über die Mümling, den Main und den Rhein zur Nordsee entwässert.
Es grenzt
- im Süden an das des Brombach, der in die Mümling mündet
- im Westen an das des Mainzuflusses Gersprenz
- und im Norden an das des Oberhöchster Bachs und an das des Forsteler Bachs, beide Zuflüsse der Mümling.

### Zuflüsse
- Gumpersbergerbach (GKZ 2474612) (rechts), 1,5 km
- Tiefenwiesengraben (Gumpersbergerbach[5]) (GKZ 2474614) (rechts), 1,3 km
- Balsbach (rechts), 4,2 km, 6,69 km²

### Orte
Die Kinzig fließt durch folgende Ortschaften:
- Ober-Kinzig
- Mittel-Kinzig
- Nieder-Kinzig
- Etzen-Gesäß

Alle Ortschaften gehören zur Stadt Bad König.

### Flusssystem Mümling
- Liste der Fließgewässer im Flusssystem Mümling